# 丹尼爾·法爾科納
丹尼爾·法爾科納（英語：Daniel Falconer）是紐西蘭的電影盔甲與武器設計師，亦為維塔工作室的設計師之一，他以在電影《魔戒電影三部曲》、《哈比人系列電影》及《納尼亞傳奇：獅子·女巫·魔衣櫥》中的工作而知名。

## 生平
法爾科納於1996年加入維塔工作室，在《魔戒》製作期間參與設計了許多片中的道具、服裝與角色。他十分熟悉托爾金筆下的中土大陸，這對他的工作有極大幫助。他亦於《魔戒二部曲：雙城奇謀》客串一名聖盔谷之戰中的精靈。
法爾科納也撰寫了多本介紹電影幕後製作的書籍。2017年11月，出版其著作《Middle-earth from Script to Screen: Building the World of The Lord of the Rings and The Hobbit》，介紹魔戒與哈比人電影系列如何被搬上大銀幕的創作歷程。

## 電影作品列表
- 《魔戒首部曲：魔戒現身》（2001年）
- 《魔戒二部曲：雙城奇謀》（2002年）
- 《魔戒三部曲：王者再臨》（2003年）
- 《納尼亞傳奇：獅子·女巫·魔衣櫥》（2005年）[5]
- 《蘇西的世界》（2009年）
- 《阿凡達》（2009年）
- 《哈比人：意外旅程》（2012年）
- 《哈比人：荒谷惡龍》（2013年）
- 《哈比人：五軍之戰》（2014年）

## 外部連結
- 丹尼爾·法爾科納在互联网电影资料库（IMDb）上的資料（英文）
- 丹尼爾·法爾科納在維塔工作室網站上的介紹（英文）